# Pantoprazol
A pantoprazol egy szubsztituált benzimidazol származék, amely specifikusan a parietális sejtekben (más néven fedősejtekben) a protonpumpára hatva gátolja a gyomorsav-elválasztást.
Gyógyszerhatóanyagként is felhasználják, többek között Protonix márkanéven ismert készítményben. Gyomorfekély és kóros hiperszekréciós állapotok (többek között Zollinger–Ellison-szindróma) kezelésére használatos. Alkalmazzák gasztroezofageális reflux betegség (GERD) miatti eróziós nyelőcsőgyulladás rövid távú kezelésére, gyógyulásának fenntartására is. Más gyógyszerhatóanyagok mellett a pantoprazol szintén alkalmas a Helicobacter pylori baktérium elleni kezelésre. Eredményessége hasonló a többi protonpumpa-inhibitoréhoz (PPI). Szájon át alkalmazva vagy vénába injekciózva juttatható a célszervezetbe.
A pantoprazol vizsgálata 1985-ben kezdődött, és Németországban 1994-ben került először orvosi alkalmazásra. Generikus gyógyszerként kapható. 2017-ben ez volt a tizenkilencedik leggyakrabban felírt gyógyszer az Egyesült Államokban, több mint 27 millió felírással.

## Hatása
A pantoprazol egy protonpumpa-inhibitor, amely csökkenti a gyomorsav-elválasztást. Hatását úgy fejti ki, hogy inaktiválja a (H+/K+)-ATPáz protonpumpa működését a gyomorban. A parietális sejtek savas csatornájában a pantoprazol átalakul aktív formájává, ahol gátolja a H+/K+-ATPáz enzimet, azaz a gyomor sósavtermelésének utolsó szakaszát. A gátlás dózisfüggő, és mind a bazális, mind a stimulált savszekrécióra kihat. A legtöbb beteg kezelése során 2 héten belül megszűnnek a tünetek. Más protonpumpa-gátlókhoz és a H2-receptor blokkolókhoz hasonlóan a pantoprazol csökkenti a gyomor savasságát, melynek következtében fokozódik a gasztrin-elválasztás, ami arányos a savasság csökkenésével. A gasztrin-termelés fokozódása reverzíbilis. Mivel a pantoprazol a sejtek receptorszintjétől disztálisan kötődik az enzimhez, a hatóanyag más anyagokkal (acetilkolin, hisztamin, gasztrin) történő stimulációtól függetlenül képes gátolni a sósav elválasztását. A hatás szájon át történő és intravénás alkalmazás esetén azonos. Pantoprazol hatására az éhgyomri gasztrinszint emelkedik. Rövid távú kezelés során általában nem haladja meg a normál érték felső határát. Hosszantartó kezelés során a gasztrinszintek a legtöbb esetben a kétszeresükre növekednek.
A pantoprazol csak eróziós nyelőcsőgyulladás rövid távú kezelésére javallott hét éves és annál idősebb gyermekeknél; valamint a pantoprazol biztonságosságát és hatékonyságát csak a gyermekek eróziós nyelőcsőgyulladásának kezelésében állapították meg.
A 65 éves és annál idősebb embereknél előforduló káros hatások gyakorisága hasonló volt, mint a 65 évnél fiatalabbak esetében.
Gyakorta előforduló mellékhatások a fejfájás, hasmenés, hányás, hasi fájdalom és ízületi fájdalom. A súlyosabb mellékhatások közé tartozhatnak a súlyos allergiás reakciók, az atrófiás gyomorhurutnak nevezett krónikus gyulladás, Clostridium difficile baktérium miatt megjelenő vastagbélgyulladás, alacsony magnéziumszint és B12-vitamin hiány. A terhesség alatt történő alkalmazás biztonságosnak tűnik.

## Története
A pantoprazolt a Byk Gulden, az Altana leányvállalatának tudósai fedezték fel; a gyógyszerfelfedező program 1980-ban indult, és 1985-re fejlesztették ki a pantoprazolt. A vegyület fejlesztési neve BY1029 és SK & F96022 volt. 1986-ig a vállalatok előállították a pantoprazol-nátrium-szeszkvihidrátot (amely egy nátriumsó), és úgy döntöttek, hogy ebben az irányban fejlesztenek tovább, mivel a vegyület jobban oldódónak és stabilabbnak bizonyult, valamint jobban összeegyeztethető volt a készítményben használt egyéb összetevőkkel. Először 1994-ben került forgalomba Németországban. A Wyeth engedélyezte az Altana amerikai szabadalmi engedélyét, és 2000-ben az Egyesült Államok az FDA-tól kapta meg a forgalombahozatali engedélyt Protonix márkanév alatt.
2004-ben a gyógyszer globális értékesítése 3,65 milliárd dollár volt, amelynek körülbelül a fele az Egyesült Államokban volt.
2007-ben az Altana gyógyszerüzletágát a Nycomed vásárolta meg. A Nycomedet a Takeda vásárolta meg 2011-ben, Wyeth-et pedig a Pfizer 2009-ben.

## Társadalomra való hatása
2017-től a gyógyszert számos márkanév alatt forgalmazták világszerte, többek között domperidonnal kombinált gyógyszerként, itopriddal kombinálva, klaritromicinnel és amoxicillinnel kombinálva, levosulpiriddal kombinálva és naproxénnel kombinálva.

## Gyári nevek
- Ulprix gyomornedv-ellenálló tabletta (Actavis)

## Fordítás
- Ez a szócikk részben vagy egészben  a   Pantoprazole című angol Wikipédia-szócikk fordításán alapul.  Az eredeti cikk szerkesztőit annak laptörténete sorolja fel. Ez a jelzés csupán a megfogalmazás eredetét és a szerzői jogokat jelzi, nem szolgál a cikkben szereplő információk forrásmegjelöléseként.